# Phanerotoma honiarana
Phanerotoma honiarana är en stekelart som beskrevs av Herbert Zettel 1990. Phanerotoma honiarana ingår i släktet Phanerotoma och familjen bracksteklar. Inga underarter finns listade i Catalogue of Life.